# Teodor Lupuțiu
Teodor Lupuțiu (n. 25 martie 1953, Șomcuta Mare, România) este un fost deputat român în legislatura 1990-1992 ales în județul Maramureș pe listele partidului FSN și membru în grupurile parlamentare de prietenie cu Belgia, Italia, Republica Coreea și Mongolia. În legislatura 1992-1996, Teodor Lupuțiu a fost  ales în județul Maramureș pe listele partidului Partidului Democrat. Deputatul Teodor Lupuțiu a demisionat la data de 17 iunie 1996 și a fost înlocuit de către deputatul Mircea Man. 
Teodor Lupuțiu este economist de profesie, căsătorit și tată a doi copii. 